# Вірний, як пес
«Вірний, як пес» (англ. The Faithful) — науково-фантастичне оповідання Лестера дель Рея, вперше опубліковане журналом «Astounding Science Fiction» в квітні 1938 року.
Номіноване на премію «Г'юго» 1939 року.

## Сюжет
Людство проводило експерименти по розвитку розумових здібностей собак та людиноподібних мавп.
Собак навчили говорити і для них була створена окрема техніка, навіть літаки, якою можна було користуватись «лапками».
Але людство вимерло після ядерної війни США із східно-азійською імперією, залишивши після себе заражені радіацією міста.
Розумні пси мігрували на північ у Канаду і через декілька десятків років повернулись, відвойовуючи територію у своїх здичавілих родичів.
Вони зайняли Чикаго, де було багато житла та техніки пристосованого для них.
Однак вони не могли користуватись людською технікою, тому більшість промисловості не була задіяна.
Використавши літаки, вони добрались до Африки, де люди колись займались розвитком мавп і знайшли майже тисячу представників цієї групи.
Вони запропонували їм подорож у Чикаго, де вони згодом могли б стати панівною расою, якою колись були люди.